# Eptesicus fuscus
Eptesicus fuscus е вид бозайник от семейство Гладконоси прилепи (Vespertilionidae).

## Разпространение
Видът е разпространен в Барбадос, Белиз, Бразилия, Венецуела, Гватемала, Доминика, Доминиканска република, Канада, Колумбия, Коморски острови, Коста Рика, Куба, Мексико, Никарагуа, Панама, Пуерто Рико, САЩ, Хаити, Хондурас и Ямайка.